# Alexander Rabinowitch
Alexander Rabinowitch (ur. 30 sierpnia 1934 w Londynie) – amerykański historyk, sowietolog.

## Życiorys
Absolwent Knox College (1956) i University of Chicago (1961). Doktorat w 1965 w Indiana University, w latach 1968-1999 był tam profesorem. Uznany ekspert w dziedzinie rewolucji rosyjskiej 1917 roku i wojny domowej w Rosji. Jest zaliczany do grona rewizjonistów.

## Wybrane publikacje
- Prelude to Revolution The Petrograd Bolsheviks and the July 1917 Uprising by Alexander Rabinowitch and 6 Illustrations 1 Map (Hardcover - 1968)
- The Soviet Union Since Stalin by Stephen F. Cohen and Alexander Rabinowitch and Robert Sharlet (Paperback - 1980)
- Prelude to Revolution (A Midland Book, Mb 661) by Alexander Rabinowitch (Paperback - Aug 1, 1991)
- Russia in the Era of NEP (Indiana-Michigan Series in Russian and Eastern European Studies) by Sheila Fitzpatrick, Alexander Rabinowitch, and Richard Stites (Paperback - Sep 1, 1991)
- Politics and society in Petrograd, 1917-1920: The bolsheviks, the lower classes, and Soviet power, Petrograd, February 1917 - July 1918 by Alexander Rabinowitch (Unknown Binding - 1993)
- The Bolsheviks Come To Power: The Revolution of 1917 in Petrograd by Alexander Rabinowitch (Hardcover - Jun 1, 2004)
- The Bolsheviks in Power: The First Year of Soviet Rule in Petrograd by Alexander Rabinowitch (Hardcover - Sep 30, 2007)
- The Bolsheviks in Power: The First Year of Soviet Rule in Petrograd by Alexander Rabinowitch (Paperback - July 17, 2008)